# خون الکترونیک
خون الکترونیک یا جریان ردوکس مایعی است که شرکت "آی بی ام" با الهام از مغز انسان ساخته است. این مایع می‌تواند علاوه بر خنک کردن رایانه، آن را تغذیه هم کند. در این فرایند انرژی به داخل رایانه وارد و گرما از آن خارج می شود.
یک مدل بسیار اولیه از این رایانه در آزمایشگاه فناوری زوریخ توسط دکتر پاتریک روخ و دکتر برونومیشل رونمایی شد. پیش بینی شده است تا سال ۲۰۶۰ یک رایانه با توان محاسباتی یک پتافلاپ که به اندازه نیمی از یک زمین فوتبال است در ابعاد رایانۀ رومیزی در اختیار مردم قرار بگیرد.